# Pologne aux Jeux olympiques d'hiver de 2006
Cet article contient des informations sur la participation et les résultats de la Pologne aux Jeux olympiques d'hiver de 2006 à Turin en Italie. La Pologne était représentée par 48 athlètes.

## Médailles
|         | Médaille d'or | Médaille d'argent | Médaille de bronze | Total |
| ------- | ------------- | ----------------- | ------------------ | ----- |
| Pologne | 0             | 1                 | 1                  | 2     |

- - Justyna Kowalczyk  en ski de fond sur 30 km libre F : Résultats
  - Tomasz Sikora  en biathlon, départ groupé 15 km H : Résultats

## Épreuves

### Biathlon
20 km Hommes
- Tomasz Sikora
  - 21e en 54 min 21 s 1 (+2 min 59 s 1) = 3 pénalités
- Wieslaw Ziemianin
  - 53e en 57 min 16 s 0 (+6 min 53 s 0) = 4 pénalités
- Grzegorz Bodziana
  - 73e en 58 min 39 s 6 (+9 min 16 s 6) = 5 pénalités
- Krzysztof Plywaczyk
  - 76e en 1 h 00 min 12 s 9 (+9 min 49 s 9) = 4 pénalités

10 km Hommes
- Tomasz Sikora
  - 20e en 27 min 54 s 3 (+1 min 42 s 7) = 2 pénalités
- Wieslaw Ziemianin 
  - 26e en 28 min 10 s 1 (+1 min 58 s 5) = 0 pénalité
- Michal Piecha 
  - 66e en 30 min 01 s 6 (+3 min 50 s 0) = 2 pénalités
- Grzegorz Bodziana 
  - 69e en 30 min 08 s 4 (+3 min 56 s 8) = 1 pénalité

12,5 km poursuite Hommes
- Tomasz Sikora
  - 18e en 37 min 31 s 6 (+2 min 11 s 4) = 6 pénalités
- Wieslaw Ziemianin
  - 30e en 38 min 42 s 3 (+3 min 22 s 1) = 1 pénalité

15 km Hommes départ groupé
- Tomasz Sikora
  -  en 47 min 26 s 3 (+6 s 3) = 1 pénalité

Relais 4 × 7,5 km Hommes
- Wieslaw Ziemianin
- Tomasz Sikora
- Michal Piecha
- Krzysztof Plywaczyk
  - 13e en 1 h 26 min 57 s 0 (+5 min 05 s 5) = 12 pioches

15 km Femmes
- Krystyna Palka 
  - 5e en 51 min 50 s 7 (+2 min 26 s 6) = 0 pénalité
- Magdalena Gwizdon 
  - 33e en 55 min 17 s 5 (+5 min 53 s 4) = 4 pénalités
- Katarzyyna Ponikwia 
  - 56e en 57 min 32 s 7 (+8 min 08 s 6) = 4 pénalités
- Magdalena Grzywa 
  - 71e en 1 h 00 min 41 s 3 (+11 min 17 s 2) = 7 pénalités

7,5 km Femmes
- Magdalena Gwizdon
  - 20e en 23 min 54 s 7 (+1 min 23 s 3) = 1 pénalité
- Krystyna Palka  
  - 25e en 24 min 07 s 3 (+1 min 35 s 9) = 1 pénalité
- Magdalena Nykiel
  - 56e en 25 min 32 s 2 (+3 min 00 s 8) = 1 pénalité
- Katarzyyna Ponikwia 
  - 63e en 26 min 17 s 3 (+3 min 45 s 9) = 1 pénalité

10 km poursuite Femmes
- Magdalena Gwizdon 
  - 21e 41 min 12 s 6 (+4 min 29 s 0) = 4 pénalités
- Krystyna Palka 
  - 37e 43 min 26 s 5 (+6 min 42 s 9) = 6 pénalités
- Magdalena Nykiel 
  - Éliminée

### Bobsleigh
Bob à quatre Hommes
- Dawid Kupczyk
- Michal Zblewski
- Mariusz Latkowski
- Mercin Placheta
  - 15e en 3 min 43 s 02 (+2:60)

### Luge
Simple Femmes  3 min 07 s 979
- Ewelina Staszulonek
  - 15e en 3 min 12 s 179 (+4 s 2)

### Patinage artistique
Couples
- Dorota Zagórska / Mariusz Siudek
  - 9e avec 165,95 pts (-38,53 pts)

Dance sur glace
- Alexandra Kauc / Michal Zych
  - 21e avec 136,60 pts (-64,04 pts)

### Patinage de vitesse
5 000 m Hommes
- Pawel Zygmunt
  - 18e en 6 min 35 s 01 (+20 s 33)

1 500 m Hommes
- Konrad Niedzwiedzki
  - 12e en 1 min 48 s 09 (+2 s 12)

1 000 m Hommes
- Konrad Niedzwiedzki
  - 13e en 1 min 09 s 95 (+1 s 06)
- Maciej Ustynowicz
  - Disqualifié

500 m Hommes
- Artur Was
  - 32e en 73 s 04 (+3 s 28) = 36 s 43 (+1 s 61) et 36 s 61 (+1 s 67)
- Maciej Ustynowicz
  - 36e en 88 s 01 (+18 s 25) = 36 s 09 (+1 s 27) et 51 s 92 (+16 s 98)

5 000 m Femmes
- Katarzyna Wojcicka
  - 16e en 7 min 28 s 09 (+29 s 02)

3 000 m Femmes
- Katarzyna Wojcicka
  - 10e en 4 min 09 s 61 (+7 s 18)

1 500 m Femmes
- Katarzyna Wojcicka
  - 11e en 1 min 59 s 96 (+4 s 69)

1 000 m Femmes
- Katarzyna Wojcicka
  - 8e en 1 min 17 s 28 (+1 s 23)

### Short-track
1 500 m Hommes
- Dariusz Kulesza
  - 5e de la 1e série en 2 min 24 s 118 (+0 s 716)
  - Non qualifié pour les 1/4 de finale

1 000 m Hommes
- Dariusz Kulesza
  - 2e de la 5e série en 1 min 29 s 102 (+0 s 828)
  - 4e du 2e 1/4 de finale en 1 min 30 s 556 (+1 s 185)
  - Non qualifié pour les 1/2 finales

500 m Hommes
- Dariusz Kulesza
  - 2e de la 1e série en 0 min 43 s 416 (+0 s 456)
  - Disqualifié du 4e 1/4 de finale
  - Non qualifié pour les 1/2 finales

### Saut à ski
Petit tremplin Hommes
- Adam Małysz
  - Préqualifié
  - 8e de la 1e manche avec 130,0 pts (-5,0 pts)
  - 7e de la manche finale avec 261,0 pts (-5,5 pts)
- Kamil Stoch
  - 11e des qualifications avec 122,5 pts (-10,0 pts)
  - 15e de la 1e manche avec 125,5 pts (-9,5 pts)
  - 16e de la manche finale avec 247,0 pts (-19,5 pts)
- Robert Mateja
  - 4e des qualifications avec 127,0 pts (-5,5 pts)
  - 28e de la 1e manche avec 115,0 pts (-20,0 pts)
  - 25e de la manche finale avec 229,0 pts (-37,5 pts)
- Stefan Hula
  - 24e des qualifications avec 110,5 pts (-22,0 pts)
  - 27e de la 1e manche avec 115,5 pts (-19,5 pts)
  - 29e de la manche finale avec 218,0 pts (-48,5 pts)

Grand tremplin Hommes  276 s 9
- Adam Małysz
  - Préqualifié
  - 10e de la 1e manche avec 111,4 pts (-24,3 pts)
  - 14e de la manche finale avec 222,7 pts (-54,2 pts)
- Robert Mateja
  - 28e des qualifications avec 80,3 pts (-37,0 pts)
  - 38e de la 1e manche avec 84,8 pts (-50,9 pts)
  - Non qualifié pour la manche finale
- Kamil Stoch
  - 27e des qualifications avec 83,0 pts (-34,3 pts)
  - 30e de la 1e manche avec 96,2 pts (-39,5 pts)
  - 26e de la manche finale avec 200,0 pts (-76,9 pts)
- Rafal Sliz
  - 43e des qualifications avec 63,1 pts (-56,2 pts)
  - Non qualifié pour la 1e manche

Par équipe Hommes
- Stefan Hula
- Kamil Stoch
- Robert Mateja
- Adam Małysz
  - 5e de la 1e manche avec 445,2 pts (-27,4 pts)
  - 5e de la manche finale avec 894,4 pts (-89,6 pts)

### Skeleton
Femmes
- Monika Wolowiec
  - 15e de la 1e manche en 1 min 02 s 31 (+2 s 67)
  - 15e de la manche finale en 2 min 05 s 30 (+5 s 47)

### Ski acrobatique
- Pas de participants

### Ski alpin
Descente Hommes
- Michal Kalwa
  - 44e en 1 min 56 s 81 (+8 s 01)

Super-G Hommes
- Michal Kalwa
  - 45e en 1 min 36 s 25 (+5 s 60)

Slalom géant Femmes
- Dagmara Krzyzynska
- 30e en 1 min 03 s 86 (+2 s 97)

Slalom Femmes
- Katarzyna Karasinska
  - 30e en 1 min 34 s 30 (+5 s 26)

### Ski de fond
Sprint Hommes
- Janusz Krezelok
  - 4e de la 5e manche en 2 min 21 s 6 (+1 s 4)
  - Non qualifié pour les 1/2 finales
- Maciej Kreczmer
  - 33e en 2 min 20 s 83 (+7 s 30)
  - Non qualifié pour les 1/4 de finale

15 km classique Hommes
- Janusz Krezelok
  - 26e en 40 min 24 s 5 (+2 min 23 s 2)

Sprint par équipe Hommes
- Maciej Kreczmer
- Janusz Krezelok
  - 7e en 17 min 26 s 3 (+23 s 4)

Sprint Femmes
- Justyna Kowalczyk
  - 44e en 2 min 21 s 19 (+8 s 74)
  - Non qualifiée pour les 1/4 de finale

10 km classique Femmes
- Justyna Kowalczyk
  - Abandon

15 km poursuite Femmes
- Justyna Kowalczyk
  - 8e en 43 min 25 s 6 (+36 s 9)

30 km libre Femmes
- Justyna Kowalczyk
  -  en 1 h 22 min 27 s 5 (+2 s 1)

### Snowboard
Halfpipe Hommes
- Michal Ligocki
  - 23e avec 26,9 pts (-18,4 pts)
  - Non qualifié pour la finale
- Mateusz Ligocki
  - 38e avec 4,0 pts (-41,3 pts)
  - Non qualifié pour la finale

Cross Hommes
- Rafal Skarbek-Malczewski
  - 4e de la 1e série
  - Non qualifié pour les 1/4 de finale
- Mateusz Ligocki
  - 4e de la 4e série
  - Non qualifié pour les 1/4 de finale

Halfpipe Femmes
- Paulina Ligocka
  - 11e avec 31,8 pts (-11,3 pts)
  - Non qualifiée pour la finale

Slalom géant parallèle Femmes
- Jagna Marczulajtis (en)
  - 17e en 1 min 23 s 12 (+2 s 26)
  - Non qualifiée pour les 1/8 de finale